# تدفق بصري

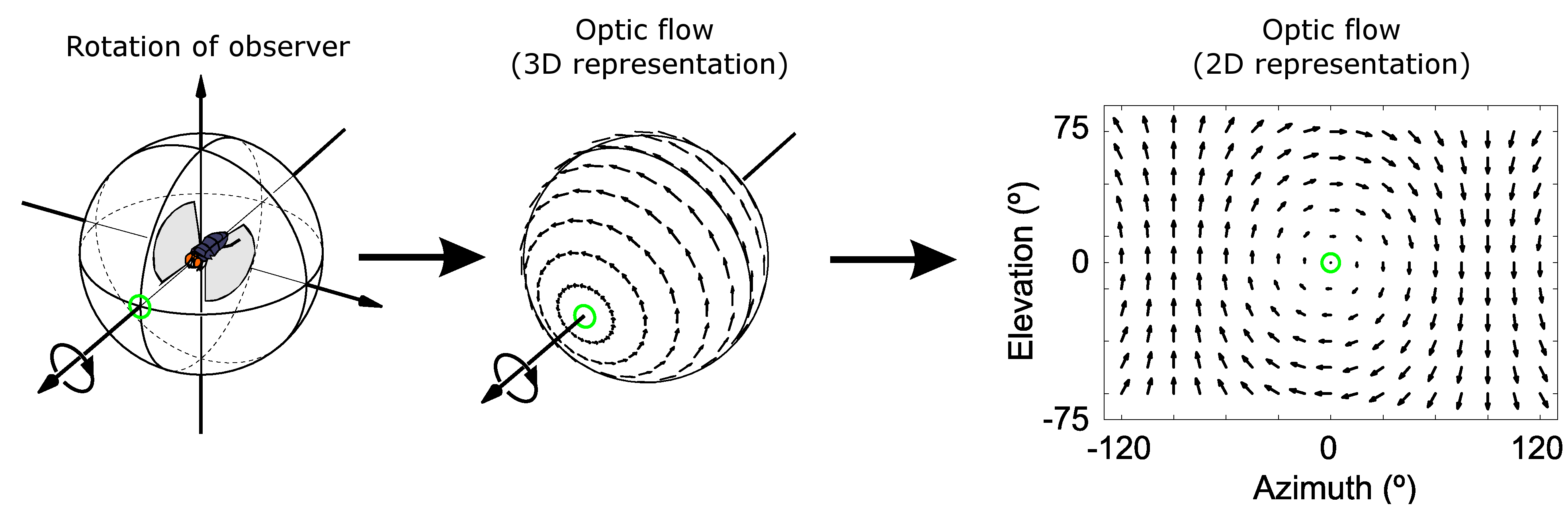
تدفق بصري ملاحظ من قبل مراقب يدور (الذبابة). يمثل اتجاه وكمية التدفق البصري في كل نقطة باستخدام متجه ذو اتجاه وطويلة معينة.

التدفق البصري (بالإنجليزية: Optical flow)‏ هو نمط الحركة الظاهرية للأجسام أو السطوح أو الحواف في المشهد المرئي والذي يتسبب به الحركة النسبية بين المراقب من جهة (العين أو الكاميرا) والمشهد من جهة أخرى.

## حساب التدفق البصري
من الممكن حساب التدفق البصري باستخدام سلسلة من الصور المتتابعة لمشهد معين. حيث تحاول طرق حساب التدفق البصري حساب الحركة عند كل بكسل من الصورة بين صورتين متعاقبتين التقطتا عند زمنين t و {\displaystyle t+\delta t}. تعتمد معظم الطرق على حل معادلات تفاضلية جزئية، وتعد طريقة لوكاس كانادي وهورن وشنك من الطرق المعروفة لتقدير التدفق البصري.

## اقرأ أيضًا
- طريقة لوكاس كانادي